# Welch (West Virginia)
Welch ist eine City des US-amerikanischen Bundesstaates West Virginia und der Verwaltungssitz des McDowell County. Die Einwohnerzahl beträgt 3590 (Stand: 2020).

## Geschichte
Welch wurde 1893 eine Gemeinde und nach Isaiah A. Welch benannt, einem ehemaligen Hauptmann in der Armee der Konföderierten Staaten, der als Landvermesser in die Region kam und half, den Plan für den Beginn einer neuen Stadt am Zusammenfluss von Tug Fork und Elkhorn Creek zu erstellen.
Welch wurde 1892 in einer Wahl durch die Bürger des Countys zum County Seat von McDowell County ernannt, noch bevor Welch als Stadt gegründet wurde. Der vorherige Bezirkssitz war in Perryville (heute English) an der heutigen West Virginia Route 83 entlang des Dry Fork. Das Ergebnis der Wahl war umstritten, und um Gewalt zu vermeiden, wurden die County-Aufzeichnungen nachts heimlich in zwei Wagen von Perryville nach Welch gebracht.
In der ersten Hälfte des 20. Jahrhunderts, während der Eröffnung von Eisenbahnen und Kohleminen in der gesamten Region, wurde Welch zu einer wohlhabenden Stadt: das Zentrum des Einzelhandels für ein County mit fast 100.000 Einwohnern und der Standort für drei Krankenhäuser. Nach dem Produktionsboom des Zweiten Weltkriegs begann Öl die Kohle in vielen Bereichen der heimischen Brennstoffversorgung zu verdrängen. Die Mechanisierung des Kohleabbaus reduzierte die Zahl der in der Kohleförderung benötigten Arbeitskräfte. Die Bevölkerung von McDowell County erreichte 1950 ihren Höhepunkt und begann in den folgenden Jahrzehnten zu sinken. Inzwischen hat Welch mehr als zwei Drittel seiner Einwohner verloren und die Region gehört inzwischen zu den ärmsten der Vereinigten Staaten.

## Demografie
Nach einer Schätzung von 2019 leben in Welch 1644 Menschen. Die Bevölkerung teilt sich im selben Jahr auf in 67,5 % Weiße, 21,0 % Afroamerikaner, 0,9 % amerikanische Ureinwohner, und 2,3 % mit zwei oder mehr Ethnizitäten. Hispanics oder Latinos aller Ethnien machten 7,1 % der Bevölkerung aus. Das mittlere Haushaltseinkommen lag bei 39.574 US-Dollar und die Armutsquote bei 23,7 %.

## Söhne und Töchter der Stadt
- Karen Austin (* 1955), Schauspielerin
- Steve Harvey (* 1957), Moderator und Entertainer